# تذبذب ذاتي

تمثيل تخطيطي للتذبذب الذاتي كحلقة ردود فعل إيجابية. يُنتج المذبذب V إشارة تغذية مرتدة B. تستخدم وحدة التحكم عند R هذه الإشارة لتعديل الطاقة الخارجية S التي تعمل على المذبذب. إذا تم تعديل القدرة في الطور مع سرعة المذبذب، يتم إنشاء تخميد سلبي وينمو التذبذب حتى يتم تحديده بواسطة اللاخطيات.

التذبذب الذاتي هو عبارة عن توليد وصيانة حركة دورية منتظمة بواسطة مصدر طاقة يفتقر إلى أي دورية مقابلة. ويتحكم المذبذب نفسه في المرحلة التي تعمل بها القوة الخارجية عليه. لذلك تختلف المذبذبات الذاتية عن الرنانات القسرية والبارامترية، حيث يجب تعديل القوة التي تدعم الحركة خارجيًا.
يظهر التذبذب الذاتي في الأنظمة الخطية، كحالة عدم استقرار مرتبطة بمصطلح تخميد سلبي، مما يؤدي إلى زيادة الاضطرابات الصغيرة بشكل كبير في السعة. ويرجع هذا التخميد السلبي إلى ردود الفعل الإيجابية بين التذبذب وتعديل مصدر الطاقة الخارجي. يتم تحديد السعة والشكل الموجي للتذبذبات الذاتية الثابتة من خلال الخصائص غير الخطية للنظام .
التذبذبات الذاتية مهمة في الفيزياء والهندسة والأحياء والاقتصاد.

## تاريخ الموضوع
تعود دراسة المذبذبات الذاتية إلى روبرت ويليس، وجورج بيديل إيري، وجيمس كليرك ماكسويل، واللورد رايلي في القرن التاسع عشر. المصطلح نفسه (الذي يُترجم أيضًا باسم "التذبذب التلقائي") صاغه الفيزيائي السوفيتي ألكسندر أندرونوف، الذي درسها في سياق النظرية الرياضية للاستقرار الهيكلي للأنظمة الديناميكية. الأعمال الهامة الأخرى حول هذا الموضوع، النظرية والتجريبية، كانت بسبب أندريه بلونديل، بالتازار فان دير بول، ألفريد ماري لينارد، وفيليب لو كوربيلر في القرن العشرين.
توصف الظاهرة نفسها أحيانًا بأنها تذبذب "مستمر" أو "مستدام" أو "مثير ذاتيًا" أو "مستحدث ذاتيًا" أو "تلقائي" أو "مستقل". تُعرف التذبذبات الذاتية غير المرغوب فيها في الأدب الهندسي الميكانيكي بالصيد، وفي الإلكترونيات بالتذبذبات الطفيلية. تشمل الأمثلة الهامة التي تمت دراستها مبكرًا للتذبذب الذاتي حاكم الطرد المركزي وعجلات السكك الحديدية.

## الأساس الرياضي
يتضح التذبذب الذاتي في أنه عدم استقرار خطي في التوازن الساكن للنظام الديناميكي. والفحص، يمكن استخدام اختباران رياضيان لتشخيص عدم الاستقرار هذا هما معيار روث هورويتز ونيكويست. إن سعة تذبذب النظام غير المستقر تنمو بشكل كبير مع مرور الوقت (أي أن التذبذبات الصغيرة يتم إخمادها بشكل سلبي)، حتى تصبح اللاخطية مهمة وتحد من السعة. وهذا يمكن أن ينتج تذبذبًا ثابتًا ومستدامًا. في بعض الحالات، يمكن اعتبار التذبذب الذاتي ناتجًا عن تأخر زمني في نظام حلقة مغلقة، مما يجعل التغيير في المتغير xt يعتمد على المتغير xt-1 الذي تم تقييمه في وقت سابق.

## أمثلة في الهندسة

### عجلات السكك الحديدية والسيارات
يمكن أن يسبب تذبذب عجلات السكك الحديدية واهتزاز إطارات السيارات تأثيرًا متذبذبًا مزعجاً وغير مريح، وهذا قد يصل، في الحالات القصوى، إلى أن يخرج القطارات عن مسارها ويتسبب في فقدان السيارات لقبضتها.

### منظمات الحرارة للتدفئة المركزية
كانت منظمات الحرارة المركزية للتدفئة المركزية مسؤولة عن التذبذب الذاتي المثير لأنها استجابت بسرعة كبيرة. تم التغلب على المشكلة عن طريق التباطؤ، أي جعلها تتحول إلى حالة فقط عندما تختلف درجة الحرارة عن الهدف بمقدار أدنى محدد.

### ناقل حركة أوتوماتيكي
يحدث تذبذب ذاتي الإثارة في تصميمات ناقل الحركة الأوتوماتيكي المبكرة عندما تسير السيارة بسرعة تقع بين السرعتين المثاليتين. في هذه الحالات، يعمل نظام النقل على التبديل بشكل مستمر تقريبًا بين الترسين، الأمر الذي يصبح مزعجًا وصعبًا على ناقل الحركة. يتم الآن منع مثل هذا السلوك عن طريق إدخال التباطؤ في النظام.

### توجيه المركبات عندما تتأخر تصحيحات المسار
هناك العديد من الأمثلة على التذبذبات ذاتية الإثارة الناجمة عن تأخير تصحيح المسار، بدءًا من الطائرات الخفيفة في ظل رياح قوية إلى التوجيه غير المنتظم لمركبات الطريق من قبل سائق عديم الخبرة أو سائق مخمور.

### مولد الحث الذاتي الإثارة (SEIG)
إذا تم توصيل محرك تحريضي بمكثف وتحول العمود إلى سرعة أعلى من التواقت، فإنه يعمل كمولد تحريضي ذاتي الإثارة.

### أجهزة الإرسال ذاتية الإثارة
قامت العديد من أنظمة الراديو المبكرة بضبط دائرة الإرسال الخاصة بها، لذلك قام النظام تلقائيًا بإنشاء موجات راديو بالتردد المطلوب. لقد أفسح هذا التصميم المجال للتصاميم التي تستخدم مذبذبًا منفصلاً لتوفير إشارة يتم تضخيمها بعد ذلك إلى الطاقة المطلوبة.

## أمثلة في مجالات أخرى

### الدورات السكانية في علم الأحياء
على سبيل المثال، انخفاض عدد الأنواع آكلة الأعشاب بسبب الافتراس، يؤدي إلى انخفاض أعداد الحيوانات المفترسة لتلك الأنواع، وانخفاض مستوى الافتراس يسمح بزيادة عدد الحيوانات العاشبة، وهذا يسمح بزيادة عدد الحيوانات المفترسة، وما إلى ذلك. تعتبر المعادلات التفاضلية المتأخرة تفسيراً كافياً لمثل هذه الدورات، في هذه الحالة يكون سبب التأخير بشكل رئيسي هو دورات تكاثر الأنواع المعنية.

## أنظر أيضا
- تشعب هوبف
- دورة الحد
- مذبذب فان دير بول
- التذبذب الخفي